# Temporada de furacões no oceano Atlântico de 1992
A temporada de furacões no Atlântico de 1992 foi um evento no ciclo anual de formação de ciclones tropicais. A temporada começou em 1 de junho e terminou em 30 de novembro de 1993. No entanto, a tempestade subtropical Um formou-se em meados de abril mais de um mês do início oficial da temporada. Estas datas delimitam convencionalmente o período de cada ano quando a maioria dos ciclones tropicais tende a se formar na bacia do Atlântico.
A atividade da temporada de furacões no Atlântico de 1992 ficou abaixo da média, com um total de 7 tempestades dotadas de nome e quatro furacões, sendo que apenas um destes, Andrew, atingiu a intensidade igual ou superior a um furacão de categoria 3 na escala de furacões de Saffir-Simpson.
A temporada começou efetivamente em 21 de abril com a formação da tempestade subtropical Um. Em meados de agosto, o furacão Andrew atingiu a Flórida, Estados Unidos, como um furacão extremamente intenso de categoria 5, causando mais de 26 bilhões de dólares em prejuízos. Andrew tornou-se, naquela época, o furacão mais custoso da história dos Estados Unidos, embora o furacão Katrina, em 2005, causasse ainda mais danos do que Andrew. No entanto, o restante da temporada foi calma, e o restante das tempestades tropicais e furacões da temporada causaram apenas danos mínimos.

## Nomes das tempestades
Os nomes seguintes foram usados para dar nomes a tempestades que se formaram em 1992 no oceano Atlântico. Esta é a mesma lista usada na temporada de 1987, exceto por Gilbert e Joan, que foram substituídos por Gordon e Joyce.
| - Andrew - Bonnie - Charley - Danielle - Earl - Frances - Georges (sem usar) | - Hermine (sem usar) - Ivan (sem usar) - Jeanne (sem usar) - Karl (sem usar) - Lisa (sem usar) - Mitch (sem usar) - Nicole (sem usar) | - Otto (sem usar) - Paula (sem usar) - Richard (sem usar) - Shary (sem usar) - Tomas (sem usar) - Virginie (sem usar) - Walter (sem usar) |

Devido aos impactos causados pelo furacão Andrew, seu nome foi retirado e substituído por Alex, que juntamente dos nomes remanescentes da lista, foi usado na temporada de 1998